# Championnat d'Espagne féminin de football 2018-2019
Navigation
Édition précédente Édition suivante
La saison 2018-2019 du Championnat d'Espagne de football féminin (Primera División Femenina) est la trente et unième saison du championnat. Le Club Atlético de Madrid gagne son troisième titre consécutivement et son quatrième de son histoire.

## Organisation
La compétition est disputée par 16 équipes qui s'affrontent chacune deux fois (un match sur le terrain de chaque équipe) selon un ordre préalablement établi par tirage au sort.
Les équipes marquent des points en fonction de leurs résultats: 3 points par match gagné, 1 pour un match nul et 0 pour les défaites. Le club qui accumule le plus de points à la fin du championnat est proclamé champion d'Espagne et obtient une place dans la Ligue des champions féminine pour la saison suivante. Le deuxième du classement, grâce au classement de l'Espagne dans cette compétition, se qualifie aussi pour l'épreuve continentale.
De plus, les huit meilleures équipes à la fin du championnat se qualifient pour la Coupe de la Reine. 
Les deux derniers classés sont relégués en deuxième division.

## Participantes
| Club                                         | Ville               | Stade                                    | Capacité | Classement 2016-2017 |
| -------------------------------------------- | ------------------- | ---------------------------------------- | -------- | -------------------- |
| Fundación Albacete Balompié                  | Albacete            | Ciudad Deportiva Andrés Iniesta          | 3 000    | 13e                  |
| Betis Séville                                | Séville             | Ciudad Deportiva Luis del Sol            | 3 500    | 6e                   |
| Athletic Bilbao                              | Bilbao              | Instalaciones de Lezama                  | 1 500    | 3e                   |
| FC Barcelone                                 | Barcelone           | Ciudad Deportiva Joan Gamper             | 950      | 2e                   |
| Real Club Deportivo Español                  | Barcelone           |                                          |          | 14e                  |
| Unión Deportiva Granadilla Tenerife Sur      | Granadilla de Abona | La Hoya del Pozo                         | 1 500    | 4e                   |
| Sporting Club de Huelva                      | Huelva              | Campos Federativos de La Orden           | 800      | 9e                   |
| Levante Unión Deportiva                      | Valence             | El Terrer                                | 900      | 8e                   |
| Club Deportivo Escuelas de Fútbol de Logroño | Logroño             |                                          |          | 2e D2                |
| Atlético de Madrid                           | Madrid              | Cerro del Espino                         | 3 376    | 1re                  |
| Rayo Vallecano                               | Madrid              | Ciudad Deportiva Rayo Vallecano          | 2 500    | 11e                  |
| Málaga CF                                    | Málaga              | Campo Municipal José Gallardo            |          | 1re D2               |
| Real Sociedad                                | Saint-Sébastien     | Instalaciones de Zubieta                 | 2 500    | 7e                   |
| Valence CF                                   | Valence             | Estadio Municipal Antonio Puchades       | 3 000    | 5e                   |
| Madrid CFF                                   | Madrid              | Estadio Municipal Matapiñonera           | 3 000    | 10e                  |
| Séville FC                                   | Séville             | Ciudad Deportiva Ramón Cisneros Palacios | 7 500    | 12e                  |

## Compétition

### Classement
| Rang | Équipe                     | Pts | J  | G  | N  | P  | Bp | Bc | Diff |
| ---- | -------------------------- | --- | -- | -- | -- | -- | -- | -- | ---- |
| 1    | Club Atlético de Madrid T  | 84  | 30 | 28 | 0  | 2  | 96 | 19 | +77  |
| 2    | FC Barcelone               | 78  | 30 | 25 | 3  | 2  | 94 | 15 | +79  |
| 3    | Levante UD                 | 57  | 30 | 17 | 6  | 7  | 52 | 26 | +26  |
| 4    | UD Granadilla Tenerife Sur | 54  | 30 | 17 | 3  | 10 | 46 | 40 | +6   |
| 5    | Athletic Bilbao            | 50  | 30 | 14 | 8  | 8  | 48 | 33 | +15  |
| 6    | Real Betis                 | 48  | 30 | 14 | 6  | 10 | 47 | 35 | +12  |
| 7    | Real Sociedad C            | 47  | 30 | 13 | 8  | 9  | 51 | 37 | +14  |
| 8    | RCD Español                | 35  | 30 | 9  | 8  | 13 | 21 | 42 | -21  |
| 9    | Valencia CF Femenino       | 35  | 30 | 8  | 11 | 11 | 41 | 53 | -12  |
| 10   | EDF Logroño P              | 29  | 30 | 8  | 5  | 17 | 38 | 60 | -22  |
| 11   | Séville FC                 | 29  | 30 | 9  | 2  | 19 | 37 | 60 | -23  |
| 12   | Rayo Vallecano             | 29  | 30 | 8  | 5  | 17 | 27 | 55 | -28  |
| 13   | Madrid CFF                 | 27  | 30 | 8  | 3  | 19 | 31 | 65 | -34  |
| 14   | SC Huelva                  | 25  | 30 | 8  | 7  | 17 | 22 | 50 | -28  |
| 15   | Málaga CF P                | 25  | 30 | 6  | 7  | 17 | 26 | 67 | -41  |
| 16   | Fundación Albacete         | 24  | 30 | 6  | 6  | 18 | 38 | 68 | -30  |

| Légende : Qualifications et relégations | Légende : Qualifications et relégations                                       |
| --------------------------------------- | ----------------------------------------------------------------------------- |
|                                         | Ligue des champions féminine de l'UEFA 2019-2020                              |
|                                         | T : Tenant du titre P : Promu C : Vainqueur de la Coupe de la Reine 2018-2019 |

### Résultats
| Résultats (▼dom., ►ext.)                                   | ALB | ATM | BET | BLB | BAR | ESP | GRA | HUE | LEV | LOG | MAD | MAL | RAY | RSD | SEV | VAL |
| Fundación Albacete                                         |     | .   | .   | .   | .   | .   | .   | .   | .   | .   | .   | 3-1 | .   | .   | .   | .   |
| Atlético de Madrid                                         | .   |     | .   | .   | .   | .   | .   | .   | .   | 6-0 | .   | .   | .   | .   | .   | .   |
| Betis Séville                                              | .   | .   |     | .   | .   | .   | 1-2 | .   | .   | .   | .   | .   | .   | .   | .   | .   |
| Athletic Bilbao                                            | .   | .   | .   |     | 0-1 | .   | .   | .   | .   | .   | .   | .   | .   | .   | .   | .   |
| FC Barcelone                                               | .   | .   | .   | .   |     | .   | .   | .   | 0-0 | .   | .   | .   | .   | .   | .   | .   |
| RCD Español                                                | .   | .   | 1-0 | .   | .   |     | .   | .   | .   | .   | .   | .   | .   | .   | .   | .   |
| Granadilla                                                 | .   | .   | .   | .   | .   | .   |     | .   | .   | .   | .   | .   | .   | 2-3 | .   | .   |
| SC Huelva                                                  | .   | .   | .   | 0-0 | .   | .   | .   |     | .   | .   | .   | .   | .   | .   | .   | .   |
| Levante UD                                                 | .   | .   | .   | .   | .   | .   | .   | .   |     | .   | .   | .   | 1-0 | .   | .   | .   |
| EDF Logroño                                                | .   | .   | .   | .   | .   | .   | .   | .   | .   |     | .   | .   | .   | .   | .   | 0-0 |
| Málaga CF                                                  | .   | 0-4 | .   | .   | .   | .   | .   | .   | .   | .   |     | .   | .   | .   | .   | .   |
| Madrid CFF                                                 | .   | .   | .   | .   | .   | .   | .   | 3-1 | .   | .   | .   |     | .   | .   | .   | .   |
| Rayo Vallecano                                             | .   | .   | .   | .   | .   | .   | .   | .   | .   | .   | .   | .   |     | .   | 0-1 | .   |
| Real Sociedad                                              | .   | .   | .   | .   | .   | .   | .   | .   | .   | .   | 3-0 | .   | .   |     | .   | .   |
| Séville FC                                                 | 2-4 | .   | .   | .   | .   | .   | .   | .   | .   | .   | .   | .   | .   | .   |     | .   |
| Valence CFF                                                | .   | .   | .   | .   | .   | 3-0 | .   | .   | .   | .   | .   | .   | .   | .   | .   |     |
| - Victoire à domicile - Match nul - Victoire à l'extérieur |     |     |     |     |     |     |     |     |     |     |     |     |     |     |     |     |

## Bilan de la saison
| Championnat d'Espagne féminin de football 2018-2019 |                                           |
| Champion                                            | Club Atlético de Madrid (4e titre)        |
| Dauphin                                             | FC Barcelone                              |
| Coupes et trophées                                  |                                           |
| Vainqueur de la Coupe d'Espagne 2018-2019           | Real Sociedad                             |
| Qualifications continentales                        |                                           |
| Ligue des champions féminine de l'UEFA 2019-2020    | Club Atlético de Madrid                   |
| Ligue des champions féminine de l'UEFA 2019-2020    | FC Barcelone                              |
| Promotions et relégations                           |                                           |
| Promus en Primera División                          | Real Club Deportivo de La Coruña Femenino |
| Promus en Primera División                          | Club Deportivo TACON                      |
| Relégués en Segunda División                        | Fundación Albacete Balompié               |
| Relégués en Segunda División                        | Málaga Club de Fútbol                     |